# Bánh mì nâu
Bánh mì nâu là một loại bánh mì được chế biến với một lượng đáng kể ngũ cốc nguyên cám dưới dạng bột thường là lúa mạch đen hay lúa mì (Bột mì nguyên cám, và đôi khi các phụ phẩm sẩm màu như mật đường hoặc cà phê. Ở Canada và Vương quốc Anh nó được gọi đơn giản là bánh mì nâu nguyên chất hay bánh mì nâu toàn phần (wholewheat). Bột mì nguyên chất có chứa mầm lúa mì thô, thay vì mầm nướng.
Lượng carbonhydrate phức hợp có trong các loại hạt còn nguyên cám trong bánh mì nâu thường chứa nhiều chất xơ hơn và cơ thể tiêu hóa những thực phẩm này chậm hơn so với các loại bánh mì thông thường. Bánh mì nâu có hương vị nhẹ và độ xốp cao hơn bánh mì đen nguyên chất và có tạo hình thẩm mỹ.